# Хьюз, Карен

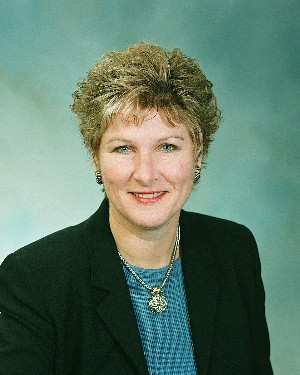
Карен Хьюз

Карен Парфитт Хьюз (родилась 27 декабря, 1956) является международным вице-председателем пиар-компании Burson-Marsteller. Она работала Заместителем Государственного секретаря по публичной дипломатии и связям с общественностью в Государственном департаменте США в ранге посла. Живёт в Остине (Техас) .

## Ранние годы
Хьюз родилась в Париже от матери Патрисии Роуз Скалли и отца генерал-майора Гарольда Парфитта, последнего губернатора американской Зоны Панамского канала. Хьюз получила степень бакалавра в Южном методистском университете в 1977 году, где она была членом женского клуба Альфа Дельта Пи. Она работала корреспондентом телевизионных новостей с 1977 по 1984 год. В качестве корреспондента, Хьюз работала на предвыборной кампании 1980 года. В 1984 году она пошла работать в качестве координатора техасской прессы кампании Рейгана-Буша на выборах 1984 года. Позже она стала исполнительным директором Республиканской партии штата Техас.

## Работа с Джорджем Бушем

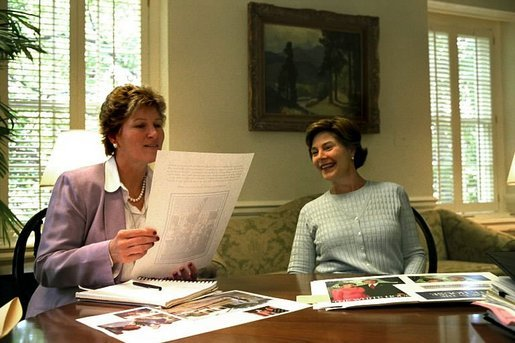
Карен Хьюз с первой леди Лаурой Буш

С 1994 года Хьюз работала с Джорджем Бушем, сначала в качестве директора его предвыборной кампании для офиса губернатора Техаса, а затем в качестве консультанта с 2001 по 2002 год, когда он являлся президентом Соединенных Штатов.
Хьюз покинула администрацию Буша в июле 2002 года, чтобы вернуться в Техас, но продолжала оставаться при исполнении своих обязательств члена команды кампании переизбрания Буша посредством телефонных звонков и электронной почты и лично связывалась с Бушем по несколько раз в неделю. В августе 2004 года, Хьюз вернулась на работу с полной ставкой в кампании Буша, организовав свой офис на Air Force One, где она планировала Республиканский национальный съезд 2004 года и поздние стадии выборов 2004 года. Газета Утренние новости Далласа назвала её «самой могущественной женщиной, когда-либо работавшей в Белом доме», а ABC News «самым существенным советником Буша».

## В десяти минутах от нормальной
В марте 2004 года Хьюз опубликовала свою книгу В десяти минутах от нормальной, отчет её решения покинуть Белый дом. Рекламируя свою книгу, она появилась на Си-Эн-Эн 25 апреля 2004 года и сказала:
Я думаю, что после 11 сентября американский народ ценит жизнь больше и понимает, что нам нужна политика ценить достоинства и ценность каждой души. И президент Буш сказал, давайте будем разумными, давайте работать, чтобы ценить жизнь, давайте попробуем уменьшить количество абортов, давайте увеличивать количество усыновлений. И я думаю, это именно та политика, которую американский народ может поддержать, особенно в такой момент, когда мы сталкиваемся с врагом, а на самом деле принципиальная разница между нами и террористической сетью, против которой мы боремся, в том, что мы ценим жизнь каждого человека. Это убеждение отцов-основателей нашей страны, что мы наделены Творцом определенными неотъемлемыми правами, правом на жизнь, свободу и стремление к счастью.

## На посту заместителя госсекретаря по публичной дипломатии

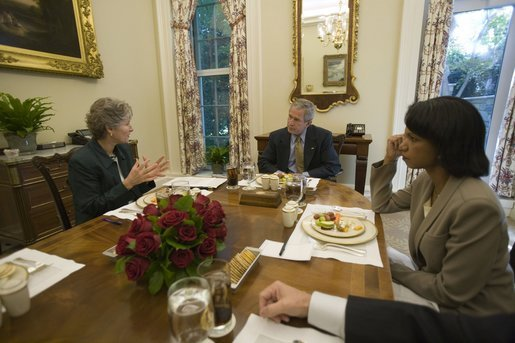
Карен Хьюз (слева) в Белом доме на официальном приеме с президентом Джорджем Бушем и Советником по национальной безопасности и государственным секретарем Соединенных Штатов Кондолизой Райс.

14 марта 2005 года Буш объявил о своем намерении назначить Хьюз на пост Заместителя госсекретаря по публичной дипломатии в ранге посла — работу, сосредоточенную на изменении представления иностранцев об Америке. Сенат США утвердил её назначение в июле 2005 года.
В 2006 году Карен Хьюз выступила на организованной Федерацией за всеобщий мир межрелигиозной конференции, вещаемой в прямом эфире по интернету.
Хьюз выступала в качестве основного докладчика 22 октября 2007 на Международной конференции одной неправительственной организации Америки на тему Укрепление мира — Новая парадигма публичной дипломатии.

## Турне 2005 по Ближнему Востоку
26 сентября 2005 Хьюз отправилась на турне по Ближнему Востоку, чтобы побеседовать с лидерами и людьми из региона. Это был ответный ход на растущие опасения в Америке о безудержном антиамериканизме на Ближнем Востоке. Хьюз была выбранное для этой задачи президентом Бушем.

## Поддержка исследований рака груди
Хьюз встретилась с представителями бизнеса из Объединенных Арабских Эмиратов с целью создания партнерство между обеими странами с целью распространения осведомленности о раке груди и его исследований.
Кампания по информированию о раке груди на Ближнем Востоке задействует американских медицинских экспертов, сбор средств, исследования в области здравоохранения а также коллег из ОАЭ.

## Отставка
В конце октября 2007 года, Хьюз объявила, что она подает в отставку и уходит из администрации Буша. Госсекретарь Кондолиза Райс сказала, что она принимает отставку «с большой толикой сожаления, но в то же время и с большой толикой радости за то, чего она добилась».
Хьюз в настоящее время является заместителем председателя Burson-Marsteller, крупной компании, специализирующейся на пиаре.